# Mayrencyrtus imandes
Mayrencyrtus imandes är en stekelart som först beskrevs av Walker 1837.  Mayrencyrtus imandes ingår i släktet Mayrencyrtus och familjen sköldlussteklar. Arten är reproducerande i Sverige. Inga underarter finns listade i Catalogue of Life.